# Bazoges-en-Paillers
 Bazoges-en-Paillers  es una población y comuna francesa, en la región de Países del Loira, departamento de Vendée, en el distrito de La Roche-sur-Yon y cantón de Saint-Fulgent.

## Demografía
| 771 | 772 | 760 | 793 | 826 | 844 |
| Para los censos de 1962 a 1999 la población legal corresponde a la población sin duplicidades (Fuente: INSEE [Consultar]) |     |     |     |     |     |